# Masaharu Ueda
Masaharu Ueda (n. 1 ianuarie 1938, Funabashi, Japonia – d. 16 ianuarie 2025, Yokohama, Japonia) a fost un operator de film și director de imagine japonez, cunoscut pentru colaborarea sa cu cineastul Akira Kurosawa.

## Biografie
Masaharu Ueda a început să lucreze în domeniul cinematografiei ca operator asistent la mijlocul anilor 1960, lucrând, printre altele, la filmul Sanjuro (1962). Începând din 1971 a fost cameraman independent. A lucrat cu regizorul Akira Kurosawa la mai multe filme, iar începând cu filmul Kagemusha a devenit director de imagine, alături de Takao Saitō, ca urmare a îmbolnăvirii titularului Kazuo Miyagawa.
Împreună cu colegii săi Asakazu Nakai și Takao Saitō, a fost nominalizat la premiul Oscar pentru cea mai bună imagine pentru filmul Ran (1985). Saitō și cu el au primit, de asemenea, Premiul Boston Society of Critics Film pentru cea mai bună imagine.
A obținut premiul Academiei Japoneze de Film pentru cea mai bună imagine în 1992, 1994 și 2001.

## Filmografie selectivă
- 1977: Ultimul dinozaur (The Last Dinosaur)
- 1980: Sabia Bushido (The Bushido Blade)
- 1980: Kagemusha (影武者, Kagemusha)[7]
- 1985: Ran (乱)
- 1990: Rêves (夢, Yume)[8]
- 1991: Rhapsodie en août (八月の狂詩曲, Hachi-gatsu no kyōshikyoku)[9]
- 1993: Madadayo (まあだだよ, Maadadayo) - împreună cu Takao Saitō[10]
- 1999: Après la pluie (雨あがる Ame agaru?)[11]
- 2007: Kamikaze - Eu mor pentru voi toți (Ore wa, kimi no tame ni koso shini ni iku)

## Distincții

### Premii
- Premiul National Society of Film Critics pentru cea mai bună imagine (1986) pentru Ran (premiu împărțit cu Takao Saitō și Asakazu Nakai)[6]
- Premiul Boston Society of Film Critics pentru cea mai bună imagine (1986) pentru Ran (premiu împărțit cu Takao Saitō)[6]
- Premiul Academiei Japoneze de Film pentru cea mai bună imagine:
  - În 1992, pentru Rapsodie în august (premiu împărțit cu Takao Saitō);[6]
  - În 1994, pentru Madadayo și Niji no hashi (premii împărțite cu Takao Saitō);[6]
  - În 2001, pentru Ame agaru.[6]
- Premiul Mainichi pentru cea mai bună imagine:
  - În 1991, pentru Dreams (premiu împărțit cu Takao Saitō);[6]
  - În 2001, pentru Ame agaru.[6]

### Nominalizări
- Premiul Oscar pentru cea mai bună imagine în 1986, pentru Ran (nominalizare împărțită cu Takao Saitō și Asakazu Nakai).[6]
- Premiul BAFTA pentru cea mai bună imagine:
  - În 1981, pentru Kagemusha (nominalizare împărțită cu Takao Saitō);[6]
  - În 1987, pentru Ran (nominalizare împărțită cu Takao Saitō).[6]
- Premiul Academiei Japoneze de Film pentru cea mai bună imagine:
  - În 1986, pentru Ran (nominalizare împărțită cu Takao Saitō);[6]
  - În 1991, pentru Rêves (nominalizare împărțită cu Takao Saitō);[6]
  - În 2003, pentru Amida-do dayori;[6]
  - În 2015, pentru Higurashi no ki (nominalizare împărțită cu Hiroyuki Kitazawa).[6]

## Legături externe
- Masaharu Ueda la Internet Movie Database